# Саха академический театр имени П. А. Ойунского
Саха академи́ческий теа́тр им. П. А. Ойу́нского (якут. П. А. Ойуунускай аатынан Саха академическай театр) — главный театр Республики Саха (Якутия), ставящий драматические спектакли на якутском языке. 

## История
В 1920 году в Якутске при создании театра были созданы две труппы: русская и якутская. В 1925 году труппа стала отдельным театром. Днём его создания считается день первой премьеры — постановки комедии одного из основоположников якутской художественной литературы Н. Д. Неустроева «Куһаҕан тыын» (Злой дух) — 17 октября.
Первым директором театра был поэт и драматург Анемподист Софронов-Алампа. Режиссёром был Дмитрий Дмитриевич Большев, организатор Вилюйского самодеятельного театра. Первым профессиональным режиссёром стал работавший в 1933—1958 годах С. А. Григорьев, выпускник ГИТИСа.
В 1960—1970 гг. театр возглавлял Федот Потапов. В эти годы театр поставил свои классические спектакли.
С 1983 по 2010 годы художественным руководителем и ведущим режиссёром театра работал Андрей Борисов. 
В 1934 году театру было присвоено имя якутского поэта, драматурга и государственного деятеля Якутии Платона Ойунского.
В 1990 году театр был официально переименован в Саха театр имени П. А. Ойунского.
В 1995 году театру присвоено звание академический и отныне он стал именоваться как Саха академический театр имени Платона Алексеевича Ойунского.
C 1998 по 2020 гг. театр возглавлял Анатолий Павлович Николаев.
30 апреля 2020 года новым директором театра назначен Петр Тимофеевич Макаров.

## Произведения
- «Соседи» Лев Габышев. Режиссёр В. В. Местников; художник-постановщик: Г. М. Туралысов[3]
- «Звезды Абаги», Лев Габышев. Режиссёр: народный артист РСФСР С. А. Григорьев[4]
- «Деревья умирают стоя» А. Касоны. Режиссёр: Василий Фомин
- 1982 — «Желанный голубой берег» Чингиза Айтматова. Режиссёр: Андрей Борисов
- «Король Лир» Шекспира. Режиссёр: Андрей Борисов

С 1936 года в театре стали работать профессиональные артисты, выпускники якутской студии Московского государственного института театрального искусства им. А. В. Луначарского.
- Кузьмина, Анна Ивановна (1955—2017), народная артистка Республики Саха, заслуженная артистка РСФСР.
- Лобанов, Матвей Матвеевич (1959—2000), оперный певец, народный артист РСФСР.
- Петров, Афанасий Прокопьевич (1936—?), актёр и режиссёр, народный артист РСФСР.
- Решетников, Пётр Михайлович (1934—1960), актёр и режиссёр, народный артист РСФСР.
- Яковлева, Варвара Николаевна (1959—1961; 1966—1980-е), оперная певица (лирико-драматическое сопрано), народная артистка РСФСР.

##### Современная труппа театра
- Герасим Васильев — народный артист Республики Саха, заслуженный артист РФ, главный режиссёр Театра Олонхо.
- Елена Сергеева-Румянцева — заслуженная артистка Республики Саха, заслуженная артистка РФ.
- Ефим Степанов — режиссёр-постановщик,  народный артист РФ (2025), народный артист Республики Саха.
- Зоя Багынанова — народная артистка Республики Саха.
- Изабелла Николаева — народная артистка Республики Саха, заслуженная артистка РФ.
- Мария Варламова — народная артистка Республики Саха.
- Пётр Баснаев — заслуженный артист Республики Саха, заслуженный артист РФ.
- Степанида Борисова — народная артистка Республики Саха, народная артистка РФ.

## Премии и награды
- Почётная грамота Президиума Верховного Совета РСФСР (1975)[5].
- 2-я премия I Международного фестиваля тюркоязычных театров «Туганлык» в номинации «Лучший спектакль фестиваля» за спектакль «Улуу Кудаҥса» (Кудангса Великий) П. А. Ойунского (1991).
- Премия «Приз критики» на Национальной театральной премии «Золотая Маска» — за спектакль-олонхо «Кыыс Дэбилийэ» (2002)[6].
- Специальный приз жюри драматического театра и театра кукол — за спектакль «Макбет» Э. Ионеско (режиссёр Сергей Потапов, 2005)[7].
- Специальный приз жюри премии «Золотая Маска» — за спектакль «Макбет» Э. Ионеско (режиссёр Сергей Потапов, 2005)